# Шадрино (Амурская область)
Ша́дрино — село в Михайловском районе Амурской области, Россия.
Входит в Чесноковский сельсовет.

## География
Село Шадрино стоит на левом берегу реки Чеснокова (левый приток Амура), вблизи российско-китайской границы.
Расстояние до административного центра Чесноковского сельсовета села Чесноково — 3 км (стоит на берегу Амура, в устье реки Чеснокова).
Расстояние до районного центра Поярково — 13 км (на запад).
На север от Шадрино идёт дорога к селу Кавказ, на восток — к селу Новочесноково.

## Население
| 2002 | 2010 | 2012 | 2013 | 2014 | 2015 | 2016 |
| ---- | ---- | ---- | ---- | ---- | ---- | ---- |
| 221  | ↘205 | ↘201 | ↘194 | ↗196 | ↗197 | ↗198 |
| 2017 | 2018 |      |      |      |      |      |
| ↗207 | ↘205 |      |      |      |      |      |